# Aristide di Mileto
Aristide di Mileto (in greco antico: Ἀριστείδης ὁ Μιλήσιος?, Aristéidēs ho Milésios; Mileto, ... – ...; fl. II-I secolo a.C.) è stato uno scrittore greco antico.

## Biografia
Aristide fu autore, intorno al 100 a.C., dei Milesiaká, una raccolta di novelle erotiche, nessuna delle quali si è però conservata, che acquistarono enorme popolarità tra Greci e Romani. Le novelle furono tradotte in latino da Lucio Cornelio Sisenna e divennero molto popolari a Roma, dove l'espressione fabula Milesia passò ad indicare genericamente un racconto a sfondo erotico-licenzioso.
Testimone d'eccezione della fortuna di Aristide fu Ovidio che, esiliato da Ottaviano Augusto sembra per la licenziosità della sua Ars amatoria, rilevò come Aristide non fosse stato cacciato dalla sua città, malgrado i suoi scritti e che questo non fosse accaduto nemmeno a Roma, al suo traduttore Sisenna.

## Milesiakà
Caratteristica delle favole milesie è l'inserimento di altri racconti all'interno della vicenda principale, narrata in prima persona, espediente ripreso da Petronio, che nel Satyricon narra del ragazzo di Pergamo e della matrona di Efeso, e Apuleio, che nelle Metamorfosi esordisce esprimendo la volontà di «intrecciare varie favole in stile milesio».
Si trattava, com'è possibile ricavare proprio da Petronio ed Apuleio, nonché da alcune riprese in Luciano di Samosata, di racconti erotici o macabri, che riprendevano motivi delle narrazioni popolari ed erano connotati da brevità e stile rapido, forse non dissimili dalle nostre barzellette e che proprio per questo riscossero grande successo. Tuttavia proprio la loro licenziosità e il carattere di letteratura popolaresca ne decretarono la scomparsa presso le scuole di retorica e il mondo cristiano.